# George Ezra
George Ezra, właściwie George Ezra Barnett (ur. 7 czerwca 1993 w Hertford) – brytyjski wokalista i autor tekstów pochodzący z Bristolu.

## Życiorys
George Ezra dorastał w Hertford, gdzie uczęszczał do szkoły Simon Balle Secondary School.

## Kariera
We wrześniu 2013 roku wydał swój pierwszy minialbum zatytułowany „Did You Hear the Rain?”. Teledysk do tytułowego utworu został opublikowany na portalu Vevo. Utwory „Did You Hear the Rain?” oraz „Budapest” miały swoją radiową premierę w 2013 roku w rozgłośni BBC Radio 1.
Występował jako support na koncertach Toma Odella oraz Lianne La Havas.
Znalazł się na liście BBC Sound of...2014, na której ostatecznie zajął piąte miejsce. W 2013 roku wystąpił na festiwalu Glastonbury Festival. Został mianowany w plebiscycie MTV Brand New for 2014, Vevo DSCVR Ones to Watch 2014 oraz iTunes new artists 2014.
Wymienia Boba Dylana i Woodyego Guthrie jako swoje muzyczne inspiracje.

## Dyskografia

### Albumy studyjne
- Wanted on Voyage (2014)
- Staying at Tamara's (2018) – platynowa płyta w Polsce[4]
- Gold Rush Kid (2022)

### Minialbumy (EP)
- Did You Hear the Rain? (2013)
- Cassy O' (2014)

### Single
- „Did You Hear the Rain?” (2013)
- „Budapest” (2013)
- „Cassy O'” (2014)
- „Blame It on Me” (2014)
- „Listen to the Man” (2014)
- „Barcelona” (2015)
- „Don't Matter Now” (2017)
- „Paradise” (2018) – złota płyta w Polsce[5]
- „Pretty Shining People” (2018)
- „Hold My Girl” (2018) – złota płyta w Polsce[6]
- „Shotgun” (2018) – 3x platynowa płyta w Polsce[7]
- „Green Green Grass” (2022) – platynowa płyta w Polsce[4]